# Tetjana Tereščuk-Antipova
Tetjana Viktorivna Tereščuk-Antipova (ukrajinsko Тетяна Терещук-Антипова), ukrajinska atletinja, * 11. oktober 1969, Luhansk, Sovjetska zveza.
Nastopila je na poletnih olimpijskih igrah v letih 1996, 2000 in 2004, ko je osvojila bronasto medaljo v teku na 400 m z ovirami, leta 2000 pa peto mesto. Na evropskih prvenstvih je v isti disciplini osvojila srebrno medaljo leta 1998 in bronasto leta 2006.